# Josip Kalasancijski
Sveti Josip Kalasancijski (Kalasancije) (španj. San José de Calasanz, tal. San Giuseppe Calasanzio; Peralta de la Sal, Španjolska, 31. srpnja 1556. - Rim, 25. kolovoza 1648.) bio je španjolski katolički svećenik i odgojitelj mladeži. Osnivač je reda pijarista.

## Životopis

### Mladost i obrazovanje
Rodio se u malenom aragonskom mjestu Peralta de la Sal u prilično imućnoj obitelji i od djetinjstva se isticao pobožnošću. Školovao se na sveučilištima u Valenciji i Alcali. Za svećenika je zaređen 1583. godine.

### Svećenićka služba
Kao svećenik uspješno je obavljao razne službe te je postao i generalni vikar biskupije Urgel. No, osjećajući kako karijera crkvenog velikodostojnika nije za njega, razdijelio je gotovo sve svoje bogato imanje koje je baštinio od oca, zahvalio se na službi generalnog vikara i pošao u Rim. Tamo je vodio je intenzivan molitveni život i pomagao je siromasima i bolesnicima. Kad je Rim godine 1595. pogodila kuga istakao se u dvorenju bolesnika. Tada je surađivao i sprijateljio se s Kamilom de Lellisom.

### Pijaristi
Prolazeći rimskim ulicama Kalasancije je zapažao mnoštvo siromašne i nezbrinute djece. Razmišljajući kako školovanje omogućiti i siromašnima svoju je brigu iznio pred župnika rimske crkve Sv. Doroteje. On mu je na raspolaganje stavio dvije prostorije i obećao mu dodatnu pomoć. Tako je u studenome 1597. godine otvorena prva besplatna pučka škola. U tome pothvatu imao je uza se kao suradnike još dva svećenika. Bio je to i početak Družbe siromašnih redovničkih klerika Majke Božje za crkvene škole ili pijarista. Broj korisnika se povećavao pa je uslijedilo otvaranje novih škola po Italiji i drugim zemljama Europe. Družba pijarista kao crkveni red službeno je odobrena 1621. godine. Josip Kalasancijski umro je na glasu svetosti u Rimu, 25. kolovoza 1648. godine.

## Štovanje
Papa Benedikt XIV. 1748. godine proglasio ga je blaženim, a Klement XIII. 1767. godine svetim. Papa Pio XII. ga je 1948. godine proglasio zaštitnikom svih pučkih kršćanskih škola svijeta. Središte pobožnosti prema svetom Josipu Kalasancijskom u kući je i crkvi Sv. Pantaleona u Rimu, gdje je živio 36 godina i gdje se čuvaju njegove relikvije.

## Vanjske poveznice
Ostali projekti
|  | Zajednički poslužitelj ima još gradiva o temi Josip Kalasancijski |

Mrežna mjesta
- Sveti Josip iz Calasanze  Arhivirana inačica izvorne stranice od 18. kolovoza 2021. (Wayback Machine), sveci.net
- Papa pijaristima o potrebi evangelizacijske pedagogije, laudato.hr